# Armin Zöggeler
Armin Zöggeler (Meran, Itàlia 1974) és un corredor de luge italià, considerat un dels millors especialistes d'aquest esport que ha destacat entre les dècades del 1990 i del 2000, guanyador de sis medalles olímpiques.

## Biografia
Va néixer el 4 de gener de 1974 a la ciutat de Meran, població situada al Tirol del Sud, en una família d'ascendència austríaca. Actualment viu a la població de Lana.

## Carrera esportiva
Carabinieri de professió, va participar, als 20 anys, en els Jocs Olímpics d'Hivern de 1994 realitzats a Lillehammer (Noruega), on aconseguí guanyar la medalla de bronze en la prova individual masculina de luge. Posteriorment participà en els Jocs Olímpics d'Hivern de 1998 realitzats a Nagano (Japó), on aconseguí guanyar la medalla de plata; en els Jocs Olímpics d'Hivern de 2002 realitzats a Salt Lake City (Estats Units), on aconseguí guanyar la medalla d'or; i en els Jocs Olímpics d'Hivern de 2006 realitzats a Torí (Itàlia), on pogué revalidar el seu títol olímpic. La seva participació als 36 anys en els Jocs Olímpics d'Hivern de 2010 realitzats a Vancouver (Canadà) li feu guanyar una nova medalla, en aquesta ocasió de bronze, convertint-se en l'únic esportistes italià capaç de guanyar una medalla olímpica en cinc edicions diferents. Als Jocs Olímpics d'Hivern de 2014 realitzats a Sotxi (Rússia) aconseguí guanyar la seva sisena medalla, en finalitzar altre cop tercer en la final masculina individual.
Al llarg de la seva carrera ha guanyat 16 medalles en el Campionat del Món de luge, destacant sis medalles d'or en la prova individual. En el Campinat d'Europa de luge ha aconseguit guanyar catorze medalles, quatre d'elles d'or.
Ha guanyat, així mateix, nou vegades la Copa del Món de l'especialitat en la modalitat d'individual masculí: 1997/1998, 1999/2000, 2000/2001, 2003/2004, 2005/2006, 2006/2007, 2007/2008, 2008/2009, 2009/2010.
El juny de 2019 fou inclòs al FIL Hall of Fame.